# لوکا بوچی
لوکا بوچی (به ایتالیایی: Luca Bucci) بازیکن فوتبال و دروازه‌بان اهل ایتالیا است 

## تیم ملی
از سال ۱۹۹۴ میلادی عضو تیم ملی فوتبال ایتالیا بوده و در ۳ بازی ملی حضور داشته‌است. او در بازی‌های ملی‌اش ۲ گل دریافت کرد.
لوکا بوکچ آخرین بازی ملی خود را در سال ۱۹۹۵ میلادی انجام داد.